# Loxodera strigosa
Loxodera strigosa är en gräsart som först beskrevs av David Gledhill, och fick sitt nu gällande namn av Clayton. Loxodera strigosa ingår i släktet Loxodera och familjen gräs. Inga underarter finns listade i Catalogue of Life.